# Diamant B-P4

Foguete Diamant B-P4

O Diamant B-P4 foi uM foguete espacial francês que prestou serviço durante o ano de 1975.

## Características
O Diamant B-P4 foi o sucessor do Diamant B. A melhoria do diamante B foi autorizada em janeiro de 1972 com a adição de uma segunda etapa P4 Rita. A coifa, de maior diâmetro do que nas versões anteriores (1,38 m) e desenvolvida inicialmente para o foguete britânico Black Arrow, permitindo cargas mais volumosas. O Diamant B-P4 foi lançado três vezes, todos com sucesso.

## Histórico de lançamentos
| Voo | Data                   | Plataforma de lançamento                  | Carga           | Resultado | Notas                            |
| --- | ---------------------- | ----------------------------------------- | --------------- | --------- | -------------------------------- |
| 1   | 6 de fevereiro de 1975 | Plataforma D do Centro Espacial de Kourou | Starlette       | Êxito     | Primeiro voo de um Diamant B-P4. |
| 2   | 17 de maio de 1975     | Plataforma D do Centro Espacial de Kourou | Castor / Pollux | Êxito     |                                  |
| 3   | 27 de setembro de 1975 | Plataforma D do Centro Espacial de Kourou | Aura            | Êxito     | Último voo de um Diamant B-P4.   |